# Moszenica wierzbówka
Moszenica wierzbówka (Clytra laeviuscula) – gatunek chrząszcza z rodziny stonkowatych i podrodziny zmróżek. Zamieszkuje palearktyczną Eurazję.

## Taksonomia
Gatunek ten opisany został po raz pierwszy w 1837 roku przez Juliusa T.C. Ratzeburga.

## Morfologia

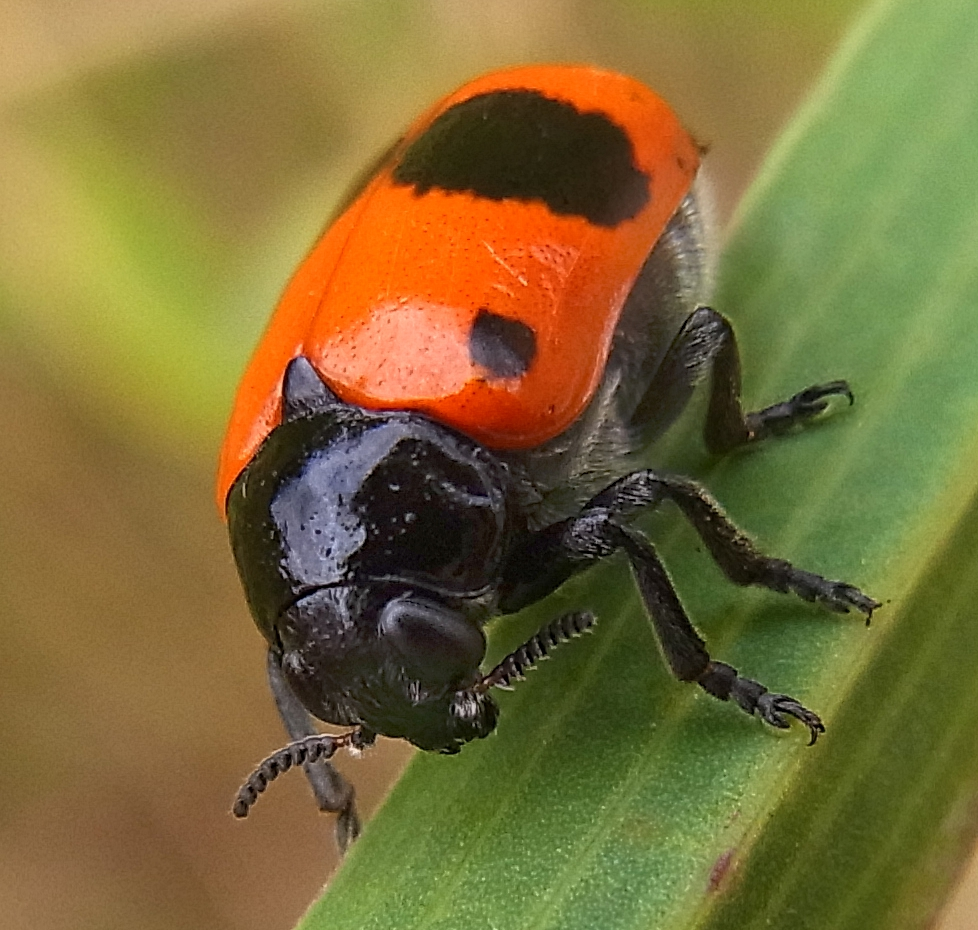
Imago na roślinie

Chrząszcz o walcowatym ciele długości od 7 do 11 mm. Głowa jest błyszcząco czarna, rzadko z parą niewielkich, czerwonawych plamek przy górnych krawędziach oczu. Czułki są czarne z wyjątkiem czerwonawych członów drugiego i trzeciego. Barwa przedplecza i tarczki jest czarna. Zarys przedplecza jest mocno zwężony ku przodowi i o szeroko zaokrąglonych kątach tylnych Obrzeżenie boków przedplecza jest wąskie, rynienkowate. Pokrywy są żółtopomarańczowe do prawie czerwonych z czarnym wzorem, na który składa się para okrągłych plamek na guzach barkowych i para poprzecznych plam w ⅔ długości zwykle zajmujących prawie całą szerokość pokryw, czasem zlanych w jedną przepaskę, rzadko rozbitych na dwie pary plamek lub całkiem zanikłych. Odnóża i spód ciała są czarne. Genitalia samca cechują się środkowym płatem edeagusa o krawędzi przedniej zaopatrzonej w dwie małe, trójkątne wypustki i silnie zaokrąglonych krawędziach bocznych.

## Ekologia i występowanie

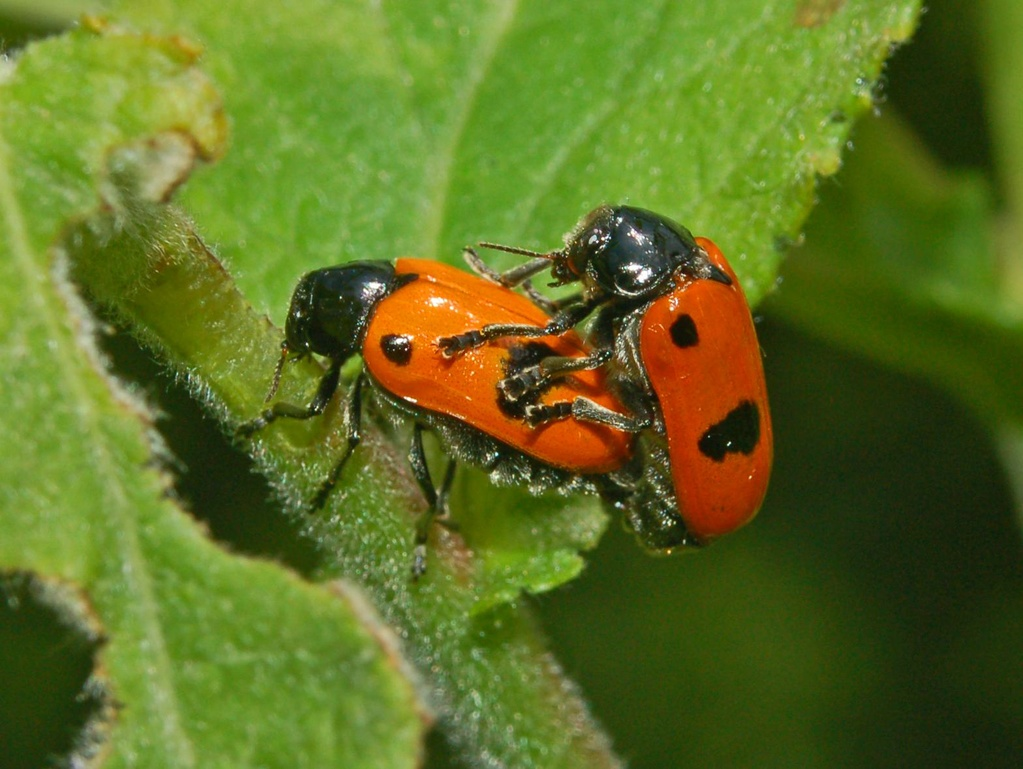
Kopulacja

Owad ten zasiedla pobrzeża lasów, polany, zarośla, łąki, murawy i parki. Larwy przechodzą rozwój w mrowiskach, żerując na jajach i larwach mrówek. Osobniki dorosłe są polifagicznymi foliofagami żerującymi na liściach drzew, krzewów i roślin zielnych. Wśród ich roślin żywicielskich wymieniane są dęby, głogi, jesiony, leszczyny, śliwa tarnina, topole, wierzby, pięciornik rozłogowy i szyplin zielny. Aktywne osobniki dorosłe obserwuje się od maja do sierpnia.
Gatunek palearktyczny. W Europie znany jest z Portugalii, Hiszpanii, Wielkiej Brytanii, Francji, Belgii, Holandii, Niemiec, Szwajcarii, Austrii, Włoch, Polski, Czech, Słowacji, Węgier, Ukrainy, Mołdawii, Rumunii, Bułgarii, Słowenii, Chorwacji, Bośni i Hercegowiny, Serbii, Czarnogóry, Macedonii Północnej, Albanii, Grecji i europejskiej części Rosji. W Azji podawany jest z syberyjskiej części Rosji, anatolijskiej części Turcji, Gruzji, Armenii, Azerbejdżanu, Kazachstanu, Tadżykistanu, Kirgistanu, Afganistanu i Sinciangu na zachodzie Chin.